# Tour European Rally
El Tour European Rally, también conocido como TER Series o simplemente TER, es una competición de rally que se disputa a nivel europeo desde 2016. Nació con el objetivo de fusionar pruebas europeas y crear una serie, con el fin de lograr una promoción global mejorada.

## Pruebas
- Raliul Aradului KIA (2016)
- Rali Vinho da Madeira (2016-2018)
- Škoda Rallye Liezen (2016-2017)
- Rallye International du Valais (2016-2019)
- Rallye du Chablais (2021-2022)
- Transilvania Rally (2017-2020)
- Ypres Rally (2017-2018)
- Tuscan Rewind - TER (2017)
- Rallye d'Antibes - Côte d'Azur (2018-2019, 2021-2022)
- Rally Valli Cuneesi (2019)
- Rally de Ferrol (2019-2021)
- Rally Città di Arezzo (2020-2021)
- Omloop van Vlaanderen (2021)
- Rally Terra Valle del Tevere (2022)
- Rally di Alba (2022)
- Rali Ceredigion (2022)
- Rally Terra Sarda (2022)

## Palmarés

### Campeonato de pilotos
| Año  | Piloto             | Copiloto            | Automóvil                     | Equipo               |
| ---- | ------------------ | ------------------- | ----------------------------- | -------------------- |
| 2016 | Simone Tempestini  | Carmen Poenaru      | Ford Fiesta R5                |                      |
| 2017 | Giandomenico Basso | Lorenzo Granai      | Hyundai i20 R5                | BRC Racing Team      |
| 2018 | Giandomenico Basso | Lorenzo Granai      | Škoda Fabia R5 Hyundai i20 R5 |                      |
| 2019 | Steve Fernandes    | Olivier Beck        | Škoda Fabia R5                | FS - SPORT           |
| 2020 | Simone Tempestini  | Sergiu Itu          | Škoda Fabia R5                | Napoca Rally Academy |
| 2020 | Paolo Andreucci    | Anna Andreussi      | Citroën C3 R5                 | Peletto Racing Team  |
| 2020 | Pepe López         | Borja Rozada        | Citroën C3 R5                 | Citroën Rally Team   |
| 2021 | Iván Ares          | David Vázquez Liste | Hyundai i20 R5                | Hyundai Motor España |
| 2022 | Hayden Paddon      | Jared Hudson        | Hyundai i20 R5                |                      |

### TER2 Cup
| Año  | Piloto             | Copiloto                                            | Automóvil      | Equipo                           |
| ---- | ------------------ | --------------------------------------------------- | -------------- | -------------------------------- |
| 2017 | Joachim Wageman    | Hein Verschuuren François Geerlandt Erwin Mombaerts | Peugeot 208 R2 | Autostal Atlantic JWR Rallysport |
| 2018 | Joachim Wageman    | François Geerlandt Diederik Pattyn                  | Peugeot 208 R2 | Autostal Atlantic                |
| 2019 | Jonathan Michellod | Stéphane Fellay                                     | Peugeot 208 R2 | Autostal Atlantic                |